# Phlebotomus negelctus
Phlebotomus negelctus är en tvåvingeart som beskrevs av Tonnoir 1921. Phlebotomus negelctus ingår i släktet Phlebotomus och familjen fjärilsmyggor. Inga underarter finns listade i Catalogue of Life.